# Slaget ved Glorieta Pass
Slaget ved Glorieta Pass blev udkæmpet mellem den 26. marts og den 28. marts 1862 i den nordlige del af New Mexico Territoriet og var det afgørende slag i New Mexico kampagnen under den amerikanske borgerkrig. Nogle historikere kalder det Gettysburg i Vesten, og det var tænkt som et ødelæggende slag fra unionshærens side for at stoppe Konføderationens invasion af Vesten ved foden af Rocky Mountains.

## New Mexico-kampagnen
Konføderationen havde organiseret et konfødereret Arizona Territorium i 1862 i et område, der svarer til den sydlige halvdel af staterne Arizona og New Mexico, efter at nybyggerne der havde gjort anstalter til at forlade Unionen. Det strategiske mål var at sikre en landforbindelse til konfødererede sympatisører i Californien, og strategien i New Mexico kampagnen gik ud på at genere Unionens styrker i Vesten og undgå, at de afskar denne vigtige forsyningsrute. Territoriet havde sin hovedstad i Mesilla udenfor vore dages Las Cruses.
Territoriet svarede nogenlunde til det område, som blev købt fra Mexico i det såkaldte Gadsden Køb, et område, der blev købt med det formål at anlægge en sydlig transkontinental jernbane.
Lederne i New Mexico kampagnen var den konfødererede brigadegeneral Henry Hopkins Sibley, med støtte af sin betroede ledsager Phillip Richbourg og Unionens oberst Edward Canby. Siblery havde som mål at erobre Fort Craig, og han udmanøvrerede Canby i Slaget ved Valverde i februar, drev Canby tilbage til sit fort, veg uden om sit mål og fortsatte op gennem Rio Grande dalen for at erobre Santa Fe den 10. marts. Fort Craig kunne stadig afskære Sibley fra logistisk støtte fra Texas. Sibley placerede hovedkvarteret for sin division i den forladte Unions forsyningsgarnison i Albuquerque.
I marts sendte Sibley en konfødereret styrke på 2-300 texanere under ledelse af  major Charles Lynn Pyron på en fremskudt ekspedition over Glorieta Passet, et strategisk vigtigt sted på Santa Fe Sporet i den sydlige del af Sangre de Cristo bjergene sydøst for Santa Fe. Kontrol med passet ville tillade de konfødererede at trænge ud på højsletterne og
bane vejen for et angreb på Fort Union, Unionens holdepunkt ved invasionsruten nordpå over Raton Passet.

## Slag
Texanerne blev anført af  Charles L. Pyron og William Read Scurry. Unionens styrker blev anført af oberst John P. Slough fra 1st Colorado Infantry, med enheder under kommando af major John M. Chivington.
Pyrons styrke på 300 slog lejr ved Apache Canyon, i den ene ende af Glorieta Pass. Chivington førte 418 soldater til passet, og om morgenen den 26. marts rykkede han frem for at angribe. Efter middag tog Chivingtons mænd nogle konfødererede forposter til fange, og opdagede så at hovedstyrken var bag dem. Chivington rykkede frem mod dem, men deres artilleriild kastede ham tilbage. Han omgrupperede og delte sin styrke mellem de to sider af passet, fangede de konfødererede i en krydsild og tvang dem snart til at trække sig tilbage. Pyron trak sig ca. 2½ km tilbage til en snæver del af passet og dannede en forsvarslinje, inden Chivingtons mænd nåede frem. Unionens tropper udflankerede igen Pyrons mænd og udsatte dem for ild fra siden. De konfødererede faldt igen tilbage, og Unionens kavaleri angreb og tog bagtroppen til fange.
Chivington trak sig derefter tilbage og slog lejr ved Kozlowskis Ranch. Hans lille sejr var af stor betydning for moralen i Sloughs hær.
Der foregik ingen kampe den følgende dag, mens der kom forstærkninger til begge sider, oberstløjtnant William R. Scurrys tropper fik den konfødererede styrke til at vokse til omkring 1.100, mens Unionens oberst John P. Slough ankom med omkring 900 mand ekstra, så Unionens styrke kom op på 1.300. Både Slough og Scurry valgte at angribe og gik tidligt den 28. marts i gang med det. Slough sendte major Chivington af sted med de samme 400 mand, som han havde ført ved Apache Canyon ud på en cirkulær manøvre, som skulle føre ham til Glorietta Pass, hvor han skulle gemme sig og angribe texanerne i flanken, når de blev angrebet i front af Sloghs hovedstyrke. Chivington gjorde, som han havde fået ordre på, og hans mænd ventede ovenfor passet på, at Slough og fjenden skulle ankomme. Men Sloughs møde med de konfødererede skete ikke lige der, hvor han havde ventet. Scurry rykkede hurtigere ned gennem dalen, end Slough havde ventet. Da han så unionstropper nærme sig, opstillede han en slaglinje, som også omfattede hans afsiddede kavaleri. Da først Slough var kommet sig over overraskelsen over, at texanerne var kommet så langt, satte han sit angreb ind og ramte texanerne inden kl. 11. De konfødererede holdt stand og gik derefter til modangreb om eftermiddagen. "Landskabets karakter", skrev Slough, "var således, at der blev tale om baghold". Tropperne udkæmpede ildkampe mellem bække og cederskove frem for at støde sammen i solide formationer som østpå. Artilleriet på begge sider spillede en betydelig rolle. Til sidst fik de konfødererede overtaget. De havde mere erfaring med denne form for krig fra Valverde og en række mindre træfninger.
Kampen sluttede, da Slough trak sig tilbage, først til Pigeon’s Ranch og dernæst til Kozlowski's Ranch. I mellemtiden kunne lederen af de frivillige fra New Mexico, oberstløjtnant Manuel Chaves meddele Chivington, at hans spejdere havde opdaget de konfødereredes forsyningskolonne i nærheden ved Johnson's Ranch. Chivingtons styrke rykkede ned ad skråningen, nærmede sig den intetanende forsyningskolonne, holdt øje med den i en time og angreb den så og slog vagterne ved forsyningskolonnen på flugt eller tog dem til fange med små tab på begge sider. Uden forsyninger til en videre fremrykning havde Scurry ingen anden mulighed end at trække sig tilbage til Santa Fe, det første stop på den lange vej tilbage til San Antonio i Texas. Dermed stoppede unionshæren yderligere konfødereret indtrængen i Sydvesten. Glorieta Pass var et vendepunkt i krigen i New Mexico territoriet.
En af Chaves' spejdere var Anastasio Duran. Duran var stationeret med Unionshæren i Fort Union. Han var borger i Chaperito i New Mexico. Unionshærens officerer betragtede ham som en Comanchero, dvs. en der handlede med indianerne. Han var kendt for sine evner som jæger, og var særdeles godt kendt med terrænet. Han var den ledende spejder, som førte Unionens styrker i angrebet på de konfødererede styrker bag de konføderedes linke i slaget ved Glorieta Pass. 
Dele af slagmarken er bevaret i Pecos National Historical Park.

## Kontrovers
Mange fra New Mexico anfægtede det synspunkt, at det var Chivington, som var helten fra Johnsons Ranch. Nogle fra Santa Fe gav embedsmanden fra Kontoret for Indianske sager, James L. Collins æren for at have foreslået det omkredsende angreb på forsyningskolonnen. Sandheden er, at Chivington var blevet sendt af sted i håb om at han kunne iværksætte et angreb i flanken, og opdagelsen af forsyningskolonnen var et lykketræf. Men Chivington fik skylden for næsten at have ladet muligheden forsvinde. Den lovgivende forsamling i New Mexico vedtog en resolution den 23. januar 1864, som ikke omtalte Chivington, men bad præsidenten om at forfremme William H. Lewis og Asa B. Carey, som begge var officerer i den regulære hær, for "fremragende tjeneste" i slaget. Den 8. marts skrev den lokale presse en leder mod "oberst Chivington, der stoltserer omkring i fjer, der er stjålet fra kaptajn William H. Lewis". (Den nævnte ikke Carey.) Lederen hævdede, at "nogen i gruppen" foreslog angrebet, at Chivington indvilgede efter "to timers overtalelse", og at Lewis førte angrebet mens Chivington "så til fra lang afstand"".
En forholdsvis mere alvorlig beskyldning, som blev rejst mod Chivington er, at hvis han havde skyndt sig med at forstærke Slough, så snart han hørte kanonilden, der kom fra Pigeon's Ranch, kunne hans 400 mand måske have ændret slagets udfald til gunst for Unionshæren – især hvis han havde ført dem mod Scurrys flanke, som han havde fået ordre til.

## En afgørende sejr for Unionen
I den sidste ende viste Slaget ved Glorieta Pass sig at være ganske betydningsfuldt. For det første ved, at nok vandt de konfødererede slagmarken, men de måtte trække sig tilbage til Santa Fe og efterfølgende opgive New Mexico territoriet.
For det andet ødelagde slaget Sibleys plan om at nå sit hovedmål: Erobringen af Unionens base ved Fort Union. Hvis Fort Union var faldet, ville det havde brudt Unionens modstand i New Mexico og tvunget Unionens styrker til at trække sig tilbage nord for Raton Pass og ind i Colorado Territoriet.
I den sidste ende var drømmen om et konfødereret holdepunkt i Sydvesten umulig: New Mexico producerede ikke tilstrækkelige fødevarer eller forsyninger til en længerevarende konfødereret okkupation. Hertil kom, at unionskolonnen fra Californien, som bevægede sig østpå gennem Arizona territoriet i 1863-1864, i alvorlig grad ville have undermineret ethvert konfødereret krav på området.

## Bevarelse af slagmarken
I 1993 udsendte en kommission under Kongressen en rapport om nationens slagmarker fra Borgerkrigen Kommissionen havde til opgave at identificere nationens historisk betydningsfulde slagmarker fra Borgerkrigen, dvs. bestemme deres vigtighed og lave anbefalinger om deres bevarelse til kongressen.
Af de ca. 10.500 træfninger i borgerkrigen, blev 384 (3,7%) af kommissionen betegnet som de vigtigste slag og blev rated efter betydning og risikoen for, at de ville gå tabt. Slaget ved Glorieta Pass fik den højeste rating – Prioritet I (Class A). Class A slagmarker er overordnede strategiske operationer, som havde direkte effekt på krigens gang. Med denne rating placerede kommissionen Glorieta Pass på samme niveau som slaget ved Gettysburg og Antietam. Prioritet I ratingen angav, at Glorieta Pass ikke blot var en af de vigtigste, men også en af de mest truede af slagmarkerne i landet. Kun 10 andre slagmarker fik en Priority I (Class A) rating. Kommissionen anbefalede, at kongressen fokuserede sin opmærksomhed på Prioritet I, nationalt betydningsfulde slagmarker.
Siden 1992 er dele af slagmarken ved Glorieta Pass blevet en del af National Park Service. Glorieta Pass delen (Pigeon’s Ranch) omfatter ca. 20% af den samlede slagmark. De resterende 80% er privatejede. Glorieta Pass Battlefield styres af Pecos National Historical Park og støttes af Glorieta Battlefield Coalition, en frivillig forening.

## Film og bøger
Slaget er beskrevet i den historiske roman Glorieta Pass af P. G. Nagle.
I Sergio Leone filmen Den gode, den onde og den grusomme fra 1966 henvises der indirekte til slaget, idet der er en scene fra Johnsons Ranch, hvor de konfødererede ser ud til at bevogte forsyningsvogne, på den tid hvor slaget foregik.

## Eksterne links
- The Battle of Glorieta Pass: A Shattered Dream, a National Park Service Teaching with Historic Places (TwHP) lesson plan
- Glorieta and Raton Passes: Gateways to the Southwest, a National Park Service Teaching with Historic Places (TwHP) lesson plan

35°34′18″N 105°45′18″V / 35.5717°N 105.755°V